# Nueva Esperanza (Pellegrini)
Nueva Esperanza es una localidad de la provincia de Santiago del Estero, Argentina; cabecera del departamento Pellegrini.

## Población
Cuenta con 5,145 habitantes (Indec, 2010), lo que representa un incremento del 20,3% frente a los 4,278 habitantes (Indec, 2001) del censo anterior.
| Gráfica de evolución demográfica de Nueva Esperanza entre 1970 y 2010 |
|                                                                       |
| Fuentes: INDEC                                                        |

## Parroquias de la Iglesia católica en Nueva Esperanza
| Diócesis  | Santiago del Estero         |
| --------- | --------------------------- |
| Parroquia | Nuestra Señora de La Merced |